# Уайтстоун, Хизер
Хизер Лэйт Уайтстоун МакКаллам (англ. Heather Leigh Whitestone McCallum; род. 24 февраля 1973, Дотан, Алабама, США) — глухонемая американская модель, ставшая «Мисс Америка-1995»; писательница, артистка балета.

## Биография
Родилась 24 февраля 1973 года в городе Дотан, штат Алабама, США.
В полтора года почти полностью потеряла слух, что осложнило её жизнь. В четвёртом классе Хизер узнала о судьбе одной женщины из Алабамы — Хелен Келлер, — которая также в детстве полностью лишилась слуха и зрения. Это навсегда изменило жизнь Хизер — Келлер стала для неё образцом для подражания. Не в состоянии учиться из-за своего недостатка на уровне своих сверстников, Хизер попросила родителей, чтобы её отправили в спецшколу, где она могла бы догнать своих одноклассников. Находясь в Институте для глухих в Сент-Луисе (штат Миссури), она через три года догнала своих сверстников и вернулась домой, чтобы стать выпускником родной школы, получив средний академический балл 3,6 по системе GPA.
В шестнадцать лет, после развода своих родителей, Хизер Уайтстоун переехала в город Бирмингем, где в течение года посещала Алабамскую школу изящных искусств (Alabama School of Fine Arts). В 1991 году она окончила среднюю школу Бэрри. Страстью девушки был балет и она, преодолевая глухоту, занималась балетом. Затем она пошла учиться в Джексонвиллский государственный университет (Jacksonville State University), находящийся в городе Джексонвилл, штат Алабама.

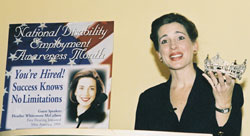
Хизер Уайтстоун с короной «Мисс Америки», 2004 год

Желая самореализоваться и имея красивую внешность, Хизер Уайтстоун стала участвовать в конкурсах красоты, впервые приняв участие в конкурсе алабамского округа Шелби. Этот конкурс придал ей уверенность, и она стала участником конкурса «Мисс Джексонвиллского университета», победив в нём, а в 1994 году стала «Мисс Алабама», получив возможность участвовать в конкурсе красоты «Мисс Америка». В 1995 году ей покорился и этот престижный американский конкурс красоты.
Как «Мисс Америка-1995», она представляла по всей стране программу S.T.A.R.S. (Success Through Action and Realization of your dreamS, с англ. — «Успех через действие и реализацию своей мечты»). Эта программа включает пять пунктов: позитивный настрой, вера в мечту, готовность много работать, преодоление трудностей и создание сильной команды поддержки. Также она была членом Президентского комитета по занятости людей с ограниченными возможностями.
Окончив университет, Хизер продолжила свою деятельность, связанную с людьми, имеющими глухоту; написала ряд книг на эту тему, исходя из собственного жизненного опыта. В 2002 году она решила сделать хирургическую операцию по улучшению слуха (кохлеарный имплантат), которая была успешно проведена 19 сентября 2002 года. Хизер Уайтстоун в настоящее время является мотивационным спикером, живёт на барьерном острове Сент-Саймонс, округ Глинн, штат Джорджия, с мужем Джоном Маккаллумом; в их семье четверо детей — Джон, Джеймс, Уилсон и Уильям.